# 17 cm K (E)
Il 17 cm Kanone in Eisenbahnlafette, abbreviato in 17 cm K (E), era un cannone ferroviario tedesco derivato dal cannone navale 17 cm SK L/40. Fu impiegato durante la seconda guerra mondiale.

## Storia
Questa arma fu progettata con l'intento di sostituire i 15 cm K (E), che usavano lo stesso affusto ferroviario. Furono costruiti solo 6 esemplari, consegnati nel 1938, poiché la Wehrmacht si rese conto che armi di questo calibro erano troppo piccole per giustificare pesanti e complessi affusti ferroviari. Le bocche da fuoco 17 cm SK L/40 furono scelte perché disponibili in buon numero dopo essere state sbarcate dalle pre-dreadnought della Kaiserliche Marine classe Braunschweig e classe Deutschland. Le stesse canne erano state usate per equipaggiare i pezzi ferroviari 17 cm SK L/40 i.R.L. auf Eisenbahnwagen.
I 6 esemplari furono assegnati, per tutta la durata della seconda guerra mondiale, alle Artillerie-Batteries 717 (E) e 718 (E), di stanza lungo le coste del canale della Manica.

## Tecnica
La canna del 17 cm SK L/40 era lunga 40 calibri ed era costituita da un'anima avvolta da tre ordini di cerchiatura, con otturatore a cuneo orizzontale; a differenza dei pezzi pari calibro coevi che utilizzavano l'otturatore a vite interrotta, l'otturatore a cuneo imponeva, per garantire la tenuta dei gas di sparo, l'utilizzo di cariche in bossolo metallico.
Il cannone era incavalcato su un semplice affusto a piattaforma, rotante sul pianale ferroviario. Il carro era dotato di quattro stabilizzatori che, abbassati durante il fuoco, trasferivano sul terreno lo sforzo di rinculo.

## Munizionamento
Le munizioni del cannone erano caricate da due serventi, usando una cucchiaia che si agganciava alla culatta; poi il proietto e le cariche venivano calcate manualmente. La munizione era di tipo navale, del tipo semi-fissa: la carica era contenuta in un bossolo metallico, mentre le cariche aggiuntive erano contenute in sacchetti di tela.
| Nome                              | Peso del proietto | Carica esplosiva | Velocità alla volata | Gittata  |
| --------------------------------- | ----------------- | ---------------- | -------------------- | -------- |
| Sprenggranate L/3 Kz.             | 64 kg             | 3,4 kg HE        | 785 m/s              | 16,900 m |
| Sprenggranate L/4.7 Kz. mit Haube | 62,8 kg           | 6,5 kg HE        | 815 m/s              | 24,020 m |